# 민항공운공사
민항공운공사(영어: Civil Air Transport, 중국어: 民航空運公司)는 중화민국의 최초 항공사로 1946년부터 1968년까지 존재했다.

## 역사
1946년에 플라잉 타이거의 사령관 클레어 첸널트에 의해 설립 했으며 군대 전용으로 6·25 전쟁과 베트남 전쟁에 물자를 날랐다. 처음에는 미국의 대아시아 수호 정책으로 만들어져 중화민국 정부가 소유하였으나, 후에는 미국 CIA가 소유하였다. 동남아시아 전역에 공산주의가 전파됨에 따라, CAT항공의 임무는 바뀌었다.

## 취항
민항공운공사는 1952년부터 타이베이 쑹산 공항을 허브로 대한민국, 필리핀, 홍콩, 태국, 일본에 민간인 취항을 시작했다. 처음에는 커티스 C-47 코만도로 시작했고, 그 뒤로 컨베어 880, 보잉 727 등을 운용하며 중화항공과 성장한다.

## 운항 기체
- 커티스 C-47 코만도
- 더글러스 DC-4
- 더글러스 DC-6
- 더글러스 C-47 스카이트레인
- 컨베어 880
- 보잉 727

## 운항 노선
- 대한민국
  - 서울 - 김포국제공항
- 중화민국
  - 타이베이 - 타이베이 쑹산 공항
  - 타이난 - 타이난 공항
  - 타이중 - 타이중 슈이난 공항
- 일본
  - 오키나와 - 나하 공항
  - 도쿄 - 도쿄 국제공항
  - 오사카 - 오사카 국제공항
- 태국
  - 방콕 - 돈므앙 국제공항
- 홍콩
  - 홍콩 - 카이탁 공항
- 필리핀
  - 마닐라 - 니노이 아키노 국제공항

## 폐업
1968년 2월 16일 타이베이발 홍콩행 보잉 727기종이 실수로 불시착하며 큰 손해를 입게 되어 폐업을 한다.